# Pattaya
Pattaya (thailändisch พัทยา, RTGS: Phatthaya, Aussprache: [pʰát.tʰá.jaː], anhörenⓘ) ist eine Großstadt in Thailand und ein international bekannter Badeort. Die Stadt liegt im Landkreis (Amphoe) Bang Lamung der Provinz Chon Buri im östlichen Teil von Zentralthailand. Pattaya hat als einzige thailändische Stadt neben der Hauptstadt Bangkok einen Sonderverwaltungsstatus. 
Pattaya hatte 2006 offiziell 98.992 Einwohner. 2007 stieg die Einwohnerzahl auf 104.318 mit Hauptwohnsitz in der Stadt registrierte Personen. Die Anzahl der nicht registrierten Einwohner ist nach Angaben der Stadtverwaltung von Pattaya um ein Vier- bis Fünffaches höher, da die meisten Bewohner zum Arbeiten dorthin pendeln und weiterhin zumeist in Nordthailand und Nordostthailand ihren Wohnsitz haben.

## Geschichte

### Historischer Überblick
Die Umgebung des heutigen Pattaya wird nur ganz am Rande der thailändischen Geschichte erwähnt. Bei der Belagerung der siamesischen Hauptstadt Ayutthaya durch die Birmanen sah Phraya Taksin, dass er nicht aus eigener Kraft standhalten konnte. Also machte er sich im Januar 1767 über Nakhon Nayok auf den Weg nach Rayong und Chanthaburi, um dort zusätzliche Truppen zu sammeln. Zwischen Na Kluea und Bang Lamung schlug er sein Lager auf. Auf dem Rückweg von Chanthaburi mit dem Schiff traf er südlich von Chon Buri auf Tong Duan, den späteren König Phutthayotfa Chulalok (Rama I.), beide zusammen konnten anschließend die Birmanen für immer aus dem Land vertreiben.
Noch in den 1950er Jahren bestand der Küstenabschnitt zwischen Si Racha und Sattahip nur aus einer Handvoll Dörfern. Die Bucht von Pattaya selbst war nur von einigen Fischerfamilien bewohnt, die hier das ruhige Wasser und die sichere Lage schätzten, waren sie doch im Norden und im Süden durch Landzungen und im Hinterland durch Hügelketten geschützt. An der nördlichen Landspitze wurde in früheren Zeiten Meersalz hergestellt, der heutige Name (Na Kluea – Salzfelder) deutet noch immer darauf hin.
Die eigentliche Geschichte des heutigen Pattaya beginnt erst in den frühen 1960er Jahren, als sich während des Vietnamkrieges in Sattahip eine Basis der US-Marine befand, daneben wurde der Flughafen U-Tapao von den USA als Militärflugplatz ausgebaut. Die GIs fuhren in ihrer Freizeit in das nahe gelegene Pattaya, um sich dort an den sauberen Stränden zu entspannen. Bald wurde der Ort zur „Rest and Recreation Area“ (R&R) des US-Militärs mit einem einzigen Hotel internationalen Standards, der Nipa Lodge. Nach und nach benutzten auch Besucher aus Bangkok am Wochenende die Möglichkeiten, obwohl die vierstündige Anfahrt über holprige Provinzstraßen recht ermüdend war.
Nach dem Ende des Vietnamkriegs blieben zwar ab 1975 die GIs fern, dennoch entwickelte sich Pattaya binnen weniger Jahre zu einem bedeutenden touristischen Zentrum Asiens. 1978 wurde der Ort zu einer Stadt mit eigenem Verwaltungsstatut erklärt.

### Einwohnerentwicklung
Die Einwohnerzahl Pattayas stieg zwischen 1993 und 2007 um 64,9 %. Die Anzahl der Haushalte wuchs im gleichen Zeitraum um 111,1 %. Das Bevölkerungswachstum lag zwischen 2002 und 2007 bei 3,3 % pro Jahr. War die männliche Bevölkerung 1994 mit 51,2 % noch in der Mehrzahl, so sank deren Anteil an der Gesamtbevölkerung bis 2007 auf 47,3 %. Der weibliche Bevölkerungsanteil wuchs im gleichen Zeitraum von 48,8 % auf 52,7 %.
Die Tabelle zeigt die Entwicklung der Einwohnerzahlen und Anzahl der Haushalte. Berücksichtigung finden die offiziell beim Einwohnermeldeamt registrierten Personen mit Hauptwohnsitz in Pattaya. Nach Angaben der Stadtverwaltung von Pattaya kommen dazu noch 400.000 bis 500.000 nicht registrierte Einwohner. Das sind vor allem die zahlreichen Arbeitsmigranten, die aufgrund des Tourismus und der wirtschaftlichen Entwicklung nach Pattaya ziehen, ohne ihren offiziellen Wohnsitz dort anzumelden.

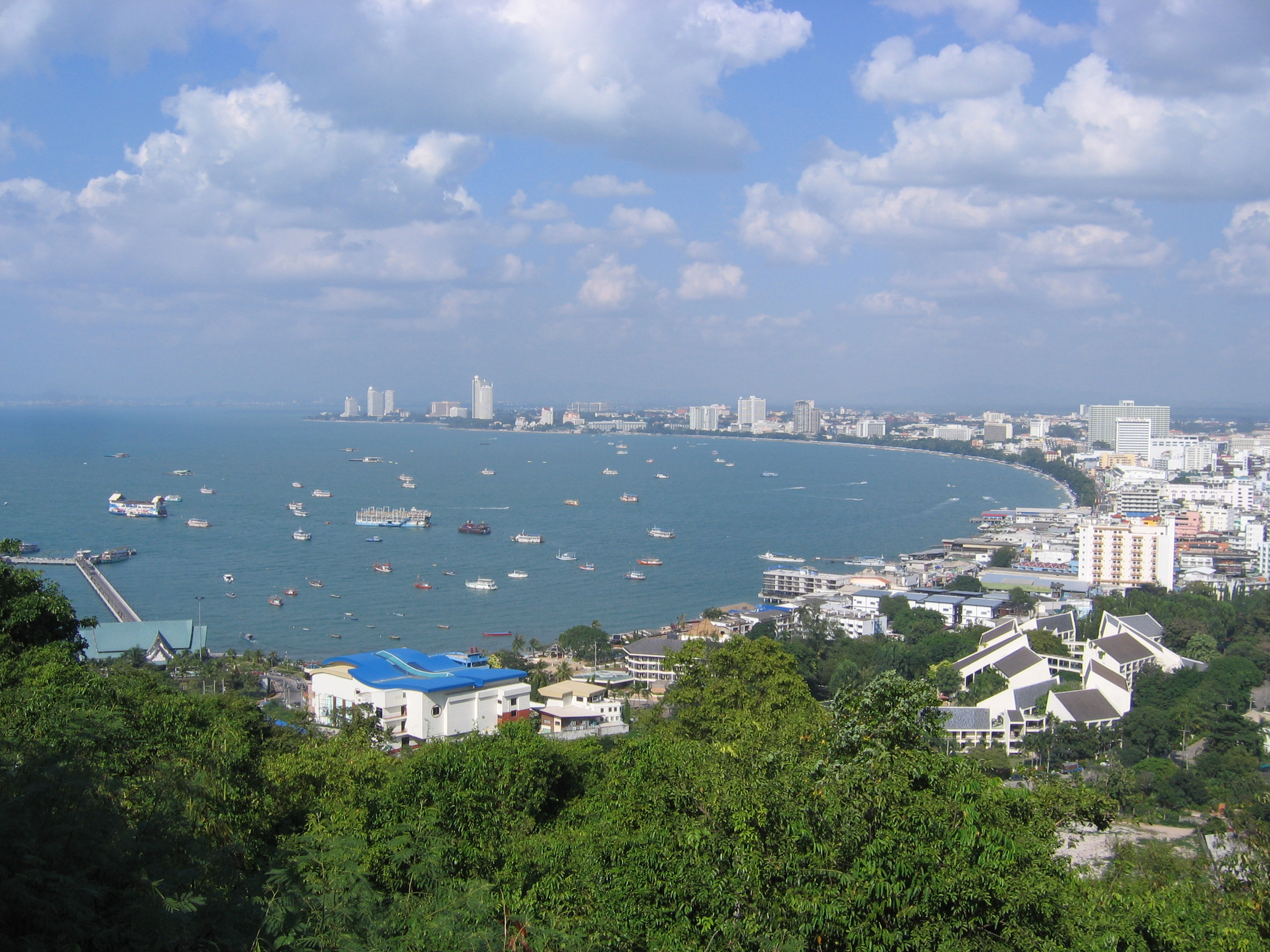
Die Bucht von Pattaya

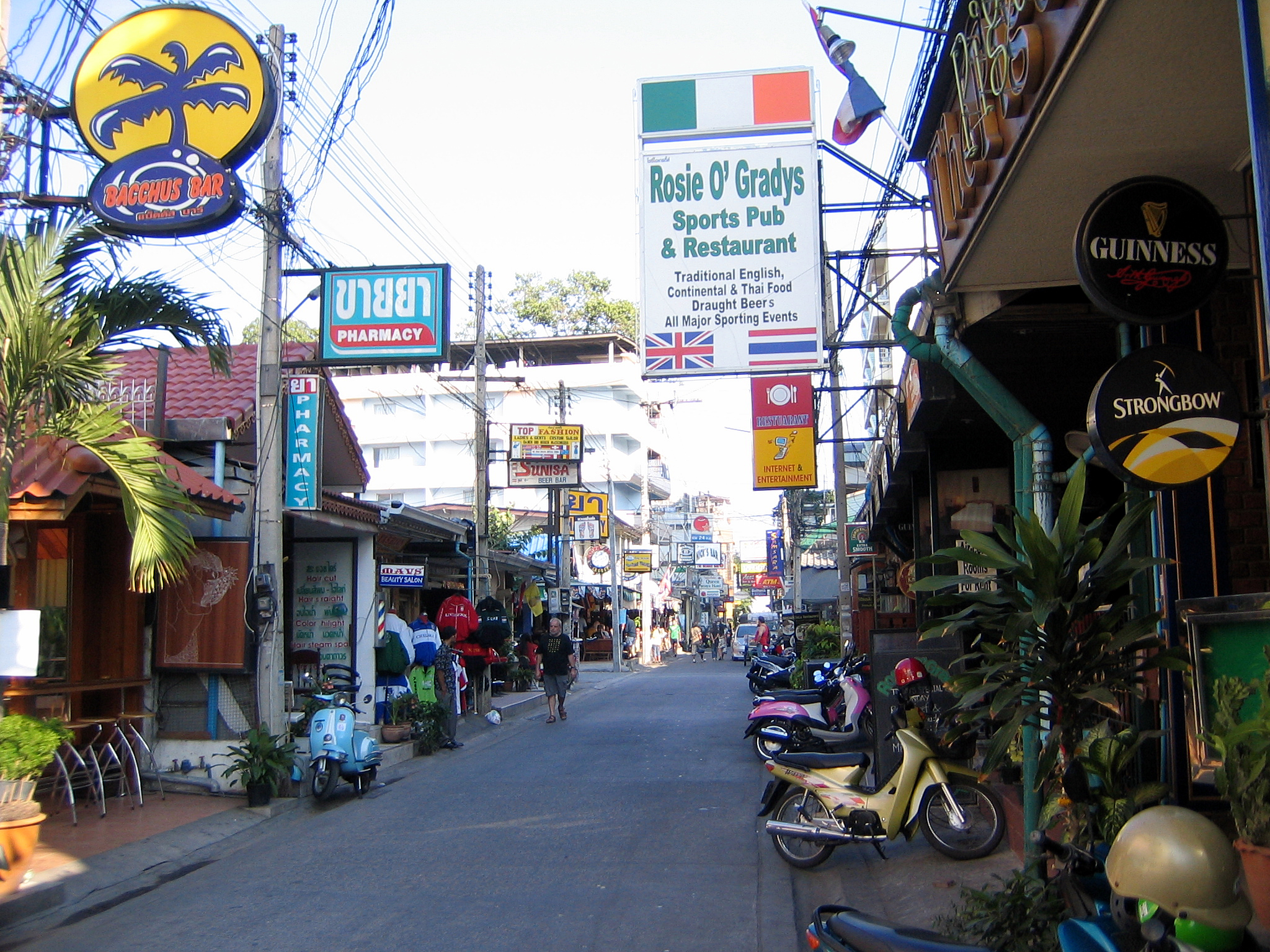
Pattaya Soi 7

| Jahr | Einwohner | Männlich | Anteil in % | Weiblich | Anteil in % | Haushalte |
| ---- | --------- | -------- | ----------- | -------- | ----------- | --------- |
| 1993 | 63.246    | 32.543   | 51,5        | 30.703   | 48,5        | 9.097     |
| 1994 | 64.078    | 32.795   | 51,2        | 31.283   | 48,8        | 9.405     |
| 1995 | 70.794    | 35.277   | 49,8        | 35.517   | 50,2        | 9.609     |
| 1996 | 72.412    | 35.946   | 49,6        | 36.466   | 50,4        | 9.871     |
| 1997 | 77.727    | 37.958   | 48,8        | 39.769   | 51,2        | 11.368    |
| 1998 | 77.794    | 38.417   | 49,4        | 39.377   | 50,6        | 13.491    |
| 1999 | 79.814    | 39.210   | 49,1        | 40.604   | 50,9        | 13.535    |
| 2000 | 82.133    | 40.127   | 48,9        | 42.006   | 51,1        | 14.192    |
| 2001 | 85.533    | 41.606   | 48,6        | 43.927   | 51,4        | 14.827    |
| 2002 | 89.413    | 43.123   | 48,2        | 46.290   | 51,8        | 15.445    |
| 2003 | 92.878    | 44.716   | 48,1        | 48.162   | 51,9        | 16.088    |
| 2004 | 91.855    | 43.812   | 47,7        | 48.043   | 52,3        | 16.992    |
| 2005 | 96.654    | 45.799   | 47,4        | 50.855   | 52,6        | 17.963    |
| 2006 | 98.992    | 46.828   | 47,3        | 52.164   | 52,7        | 18.436    |
| 2007 | 104.318   | 49.386   | 47,3        | 54.932   | 52,7        | 19.207    |

Quelle: Stadt Pattaya

## Geographie

### Geographische Lage
Pattaya liegt an der Ostküste des Golfs von Thailand, etwa 130 Kilometer südöstlich der Landeshauptstadt Bangkok. Die Stadt erstreckt sich etwa 15 Kilometer entlang der Küste.
Das Verwaltungsgebiet Pattayas hat eine Fläche von 208,1 Quadratkilometern. Davon sind 53,44 Quadratkilometer Landfläche und 154,66 Quadratkilometer Insel- und Seefläche. Zum administrativen Stadtgebiet gehören die Kommunen Nong Prue und Na Kluea, sowie Teile von Huai Yai und Nong Pla Lai.
Benachbarte Landkreise sind (von Norden aus im Uhrzeigersinn): Si Racha der Provinz Chon Buri, die Distrikte Pluak Daeng, Nikhom Patthana und Ban Chang der Provinz Rayong und Sattahip (Provinz Chon Buri). Im Westen liegt die Küste zum Golf von Thailand.
Die Sukhumvit-Schnellstraße verbindet Pattaya nach Norden über Chon Buri und Chachoengsao mit der Landeshauptstadt Bangkok, nach Süden über die Provinzen Rayong, Chanthaburi und Trat mit der Landesgrenze nach Kambodscha.

### Klima
Das Klima ist tropisch-monsunal mit drei Jahreszeiten. Von November bis Februar ist es warm und trocken mit Temperaturen von 20 bis 30 °C und einer mittleren Luftfeuchtigkeit von etwa 50 %. Die heiße und feuchte Zeit dauert von Februar bis Mai, die Temperaturen können bis zu 40 °C erreichen, hohe Luftfeuchtigkeit von 75 %, ab und zu Regenfälle.
Die heiße Regenzeit dauert von Juni bis Oktober, durch den häufigen Regen klettert die Luftfeuchtigkeit auf etwa 90 %, die Temperaturen liegen zwischen 25 °C und 35 °C. Die angenehmste Zeit, die gleichzeitig mit der touristischen Hochsaison zusammenfällt, ist die Zeit um Weihnachten und Neujahr.
|                       | Jan  | Feb  | Mär  | Apr  | Mai   | Jun   | Jul  | Aug  | Sep   | Okt   | Nov  | Dez  |   |         |
| Mittl. Tagesmax. (°C) | 30,7 | 31,0 | 31,8 | 32,9 | 32,4  | 31,6  | 31,3 | 31,1 | 31,0  | 30,6  | 30,4 | 29,9 | ⌀ | 31,2    |
| Mittl. Tagesmin. (°C) | 23,0 | 24,3 | 25,4 | 26,4 | 26,5  | 26,5  | 26,0 | 26,0 | 25,1  | 24,2  | 23,4 | 22,2 | ⌀ | 24,9    |
|                       |      |      |      |      |       |       |      |      |       |       |      |      |   |         |
| Niederschlag (mm)     | 13,7 | 12,0 | 52,5 | 61,6 | 154,6 | 104,9 | 87,0 | 98,6 | 217,1 | 242,6 | 82,8 | 6,4  | Σ | 1.133,8 |
|                       |      |      |      |      |       |       |      |      |       |       |      |      |   |         |
| Regentage (d)         | 1,7  | 2,3  | 4,6  | 5,8  | 12,0  | 11,6  | 12,2 | 13,0 | 17,1  | 18,5  | 7,0  | 1,1  | Σ | 106,9   |

| 23,0 |

| 24,3 |

| 25,4 |

| 26,4 |

| 26,5 |

| 26,5 |

| 26,0 |

| 26,0 |

| 25,1 |

| 24,2 |

| 23,4 |

| 22,2 |

| 23,0 |

| 24,3 |

| 25,4 |

| 26,4 |

| 26,5 |

| 26,5 |

| 26,0 |

| 26,0 |

| 25,1 |

| 24,2 |

| 23,4 |

| 22,2 |

## Politik
Am 29. November 1978 wurde Pattaya das Stadtrecht verliehen. Seitdem wird die Stadt nach einem speziellen autonomen System vom Bürgermeister und dem Stadtrat regiert. Neben Pattaya besitzt nur die Hauptstadt Bangkok diesen Verwaltungsstatus außerhalb des Thesaban-Systems.
Bürgermeister ist seit Mai 2008 Ittiphol Khunplome (thailändisch นายอิทธิพล คุณปลื้ม, RTGS Ittiphon Khunpluem), der mit 17.743 Stimmen mehr als seine beiden Hauptkonkurrenten zusammen bekam.
Unruhen in der Stadt mit Erstürmung des Konferenz-Zentrums führten am 11. April 2009 zum vorzeitigen Abbruch des ASEAN-Gipfels und zu einer Evakuierung der bereits angereisten Politiker, nachdem der Ausnahmezustand über Stadt und Region verhängt worden war.

### Partnerstädte
Pattaya listet derzeit die folgenden Partnerstädte auf:
| Stadt            | Land                | seit      |
| ---------------- | ------------------- | --------- |
| Qingdao          | Volksrepublik China | 2013      |
| Hubei            | Volksrepublik China | 2014      |
| Zhangjiajie      | Volksrepublik China | 2016      |
| Shymkent         | Kasachstan          | Juni 2017 |
| Sankt Petersburg | Russland            | Juni 2017 |

## Kultur und Sehenswürdigkeiten

### Na Klua und Nord-Pattaya

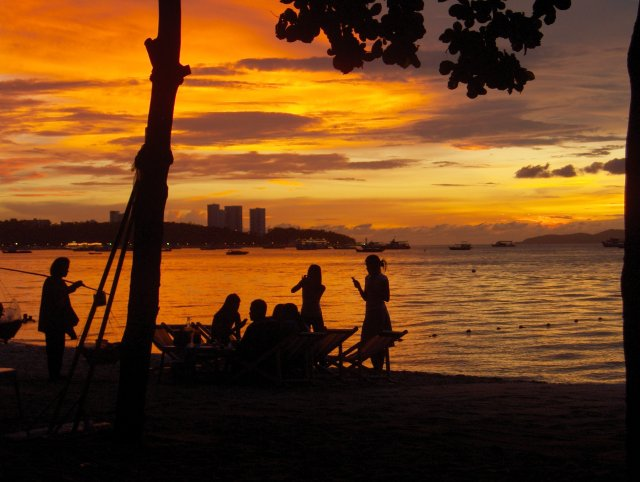
Sonnenuntergang am Strand von Pattaya

Der Name Na Klua (wörtl. Salz-Felder) stammt noch aus der Zeit vor dem Tourismus-Boom, er beschreibt die Haupterwerbsquelle jener Zeit, die Salzgewinnung aus dem Meer. Noch heute kann man in engen Straßen die alten Holzhäuser mit kleinen, traditionellen Nudelrestaurants und Handwerksbetrieben sehen. Fischerboote, die weiterhin benutzt werden, liegen am Strand.
Südlich von Na Klua fängt die Beach Road an, die mit teuren Hotels und eleganten Restaurants in starkem Gegensatz zum eher ländlichen Eindruck der Nachbarschaft stehen. Parallel zur Beach Road führt die Second Road vorbei an weiteren Hotels, Einkaufszentren, Bars, Clubs und dem Büro der Tourist Police.

### Strände

#### Pattaya Beach

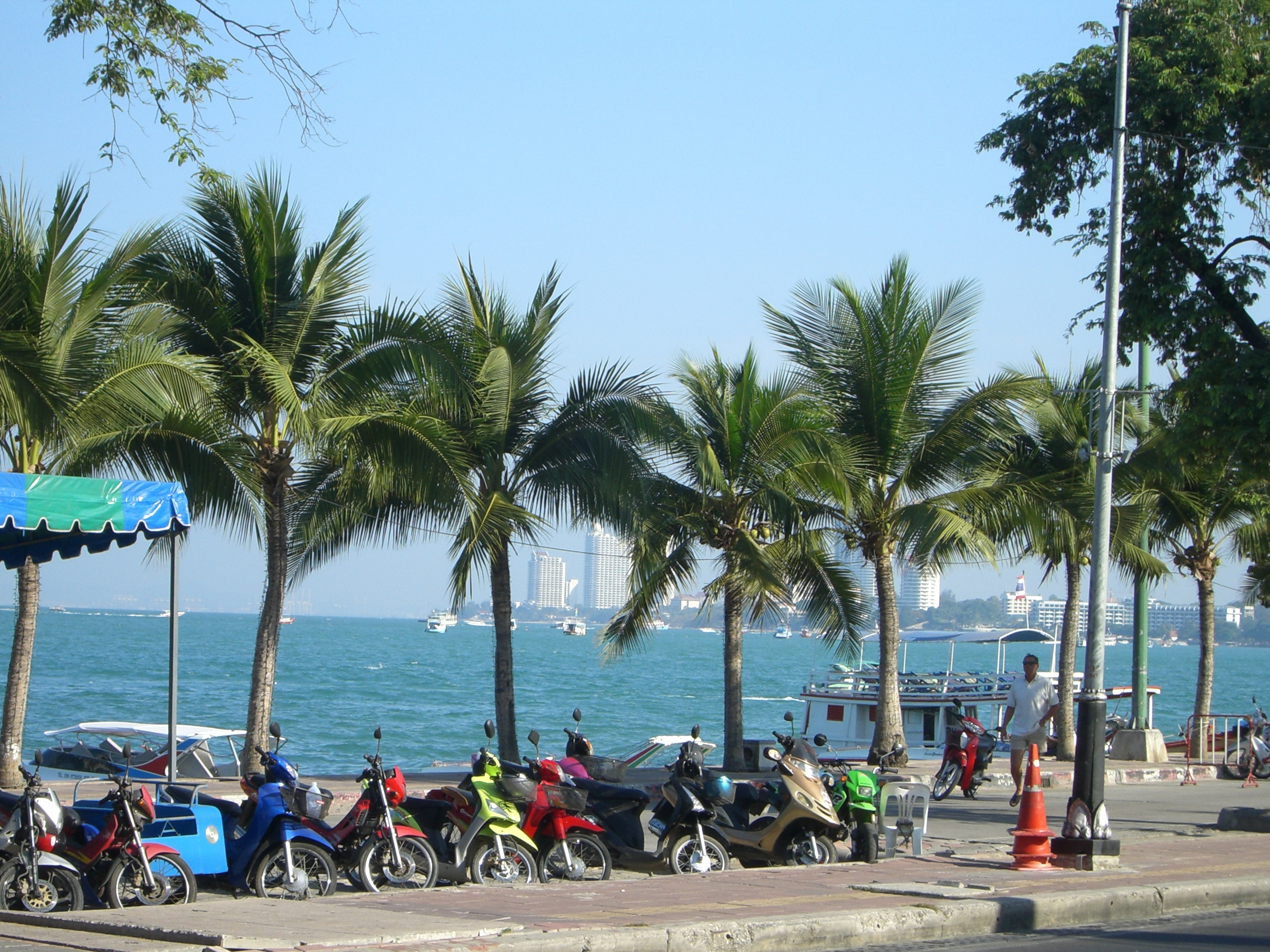
Die Beach Road liegt direkt am Strand

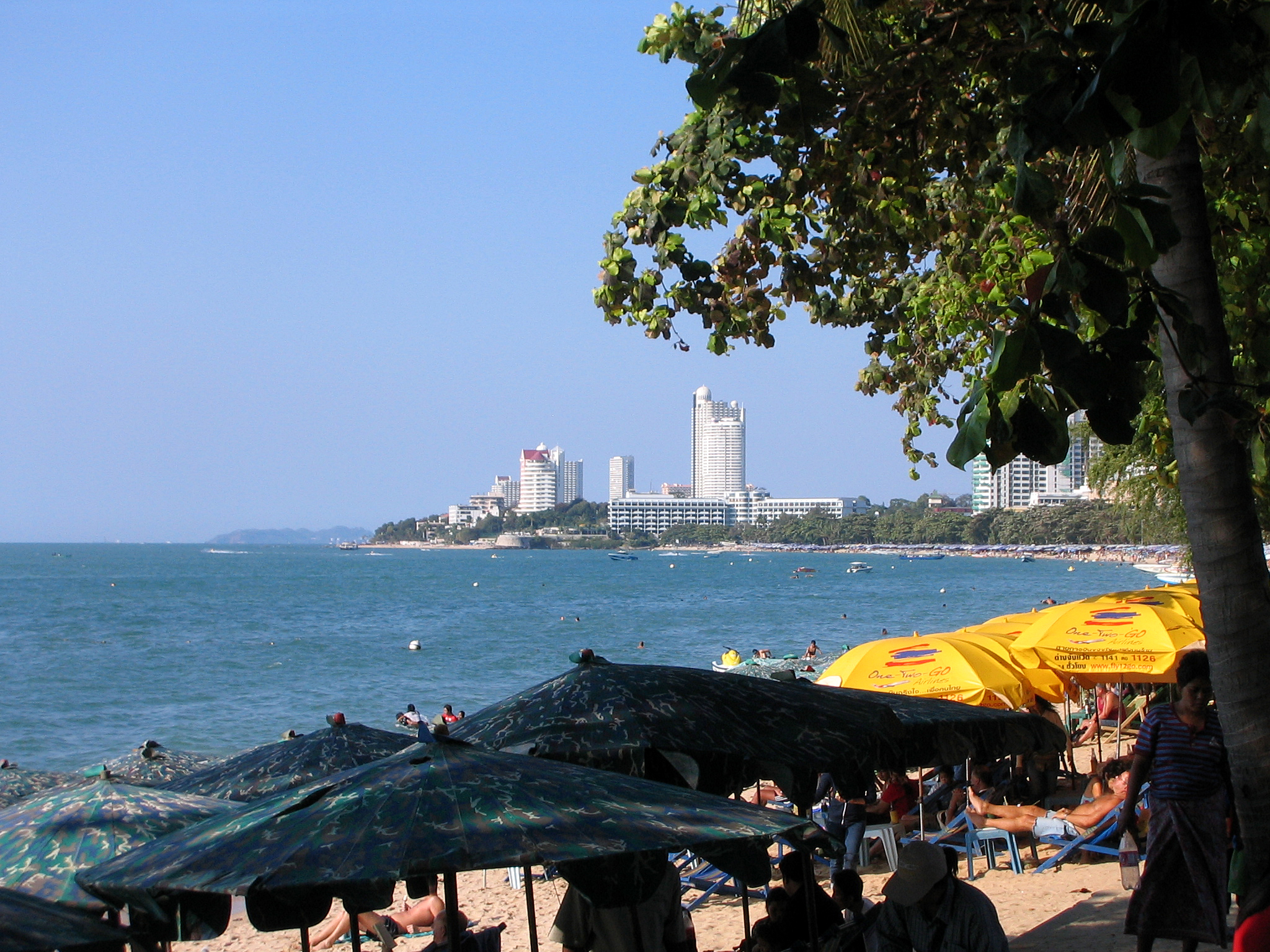
Pattaya Beach

Pattaya Beach liegt gegenüber der Stadtmitte in unmittelbarer Nähe von Hotels, Einkaufszentren und Bars.
Der ehemalige thailändische Ministerpräsident Thaksin Shinawatra sorgte durch die Vergabe von Bauaufträgen für die Errichtung neuer Kläranlagen, wodurch sich die Meerwasserqualität erheblich erholt hat.
Der Abschnitt von der Central Road (Pattaya Klang) nach Süden bis zum Hafen liegt direkt am Zentrum des Nachtlebens, ist daher weniger familienorientiert als Na Kluea, Nord-Pattaya oder Jomtien Beach.

#### Jomtien Beach
Der Strand von Jomtien oder Jomtien Beach (หาดจอมเทียน, RTGS: Hat Chom Thien), auf Verkehrsschildern und auf Straßenkarten auch häufig Chom Tian geschrieben, ist von der eigentlichen Stadt Pattaya durch den Phra-Tamnak-Hügel (Buddha Hill) geographisch getrennt, es gibt aber seit 2006 eine neue Straße, die die Stadt Pattaya über den Bali Hai Pier auf der Strandseite direkt mit Jomtien verbindet. Im Gegensatz zur Pattaya Beach ist Jomtien ein Familien-Bad, Wohnhäuser reihen sich hier an Strandhotels, Bungalow-Dörfer, Apartment-Hochhäuser und Restaurants. Der 56-stöckige „Pattaya Park Tower“ ist weithin sichtbar, es ist das größte Resorthotel Asiens. Das „Ambassador City Jomtien“ mit mehr als 4000 Zimmern befindet sich ebenfalls hier. Die Errichtung weiterer Hochhäuser ist projektiert, so soll beispielsweise ein 91-stöckiges Appartementgebäude, der Ocean-1-Tower, am Jomtien-Beach errichtet werden.

### Inseln

#### Ko Lan
Ko Lan (Thai: เกาะล้าน – kahle Insel) ist eine 205 m hohe Insel umgeben von Korallenriffen etwa 7,5 Kilometer westlich vor Pattaya. Sie kann mit dem Speedboat oder einer Fähre erreicht werden. Die Fahrt mit der Fähre dauert 45 Minuten, das Speedboat braucht nur etwa 15 Minuten. Auf Ko Lan gibt es zahlreiche Strände, die für ihren feinkörnigen Sand und ihre Sauberkeit bekannt sind. Das Wasser ist dank der Meeresströmung weitaus klarer als in der Bucht von Pattaya. Die Lärmbelästigung ist wegen der zahllosen Jet-Skis und Boote sehr hoch. Auch sind die Korallenriffe durch den Tourismus und die Korallenbleiche bereits in Mitleidenschaft gezogen worden.

#### Ko Phai
Ko Phai (auch: Koh Pai, Thai: เกาะไผ่ – Bambusinsel) ist eine unter Naturschutz stehende Insel, sie liegt etwa 23 Kilometer vor der Küste Pattayas und etwa 9 Kilometer entfernt von Ko Lan. Sie besitzt einen 150 Meter hohen Kalkfelsen, zahlreiche Buchten und Tauchgründe. Rings um Ko Phai liegen weitere kleinere Inseln, zum Teil mit Korallenriff, die bisher noch militärisches Sperrgebiet sind.
Am 30. Januar 2003 wurde 300 Meter östlich von Ko Phai das 1945 von der United States Navy in Houston fertiggestellte Landungsschiff HTMS Khram versenkt. So entstand ein künstliches Riff, das zum Lebensraum vielfältiger Meereslebewesen wurde. Die 61,5 Meter lange und 10,35 Meter breite HTMS Khram (ex USS LSM-469) kam im Zweiten Weltkrieg gegen Japan zum Einsatz und wurde 1946 außer Dienst gestellt. Am 11. September 1962 übernahm die thailändische Marine das Schiff.

### Sportstätten und Freizeitparks
Sehr beliebt ist Pattaya bei Golfspielern, sie haben die Auswahl unter mehreren Golfplätzen. Mehrere Freizeitparks werben um Besucher: Das Mini Siam bietet berühmte Bauwerke im Kleinformat. Das Elephant Village hat Elefanten-Attraktionen für Touristen, die auf dem Rücken des Tieres zu einem Trekking starten wollen. In der Underwater World Pattaya können über 4500 Meereslebewesen beim Gang durch einen 100 Meter langen Unterwassertunnel beobachtet werden.
Der private Tigerzoo in Si Racha zeigt einige hundert Tiger und Alligatoren sowie andere Tiere; er ist allerdings schon oft wegen unsachgemäßer Tierhaltung in die Kritik geraten. Der Nong Nooch Tropical Garden, 15 Kilometer von Pattaya entfernt, ist ein sehr großer gepflegter botanischer Garten einschließlich Orchideenfarm. Dreimal täglich wird dort die „Cultural-Extravaganza“-Show gezeigt. Zwischen Pattaya und Chon Buri liegt der Butterfly Garden (Schmetterlings-Garten), ein Park mit kleinen und größeren bunten Insekten. Der große Vergnügungspark Pattaya Park liegt zwischen Südpattaya und Jomtien. Er besteht aus einem Spaßbad, einem Aussichtsturm mit Sky-shuttle, einem Speedshuttle und der Turmabseilung sowie dem „Funny Land“.
2016 wurde der Indoor-Freizeitpark "Harbor" auf der Central Road eröffnet, in dem sich mehrere große Spielplätze für Kinder befinden, eine Trampolinanlage bereits eröffnet hat und weitere Attraktionen wie Schlittschuhlaufen, Klettern, Babyschwimmen usw. folgen werden. In dem Gebäude sind auch zahlreiche Shops und Restaurants untergebracht.
Des Weiteren existieren mehrere moderne Erlebnisschwimmbäder wie der "Splashdown Waterpark" und der große "Amazone Water Park" vom Cartoon Network nahe dem Sukhumvit-Highway.

### Sport
Seit 2009 gab es den Fußballverein Pattaya United, welcher in der Thailand Premier League spielte. Die Heimspiele trug der Verein auf dem Nongprue-Municipality-Sportplatz aus. Ein neues Stadion sollte in mehreren Bauphasen bis 2013 fertiggestellt. Ursprünglich sollte das Stadion in einem ersten Bauabschnitt Platz für 5.000 Zuschauer bieten und nach Fertigstellung 20.000 Plätze haben. Seit Herbst 2013 Jahres stockte jedoch der Bau des Stadions. Gebaut wurde das neue Stadion an der Soi Chaiyapruek 2, neben dem Pattaya Indoor Sportstadion. 2018 wurde der Verein zugunsten des Samut Prakan City FC auflöst.
Der 2011 gegründete Fußballklub Pattaya Discovery United FC ist in Pattaya beheimatet.

### Weitere Sehenswürdigkeiten

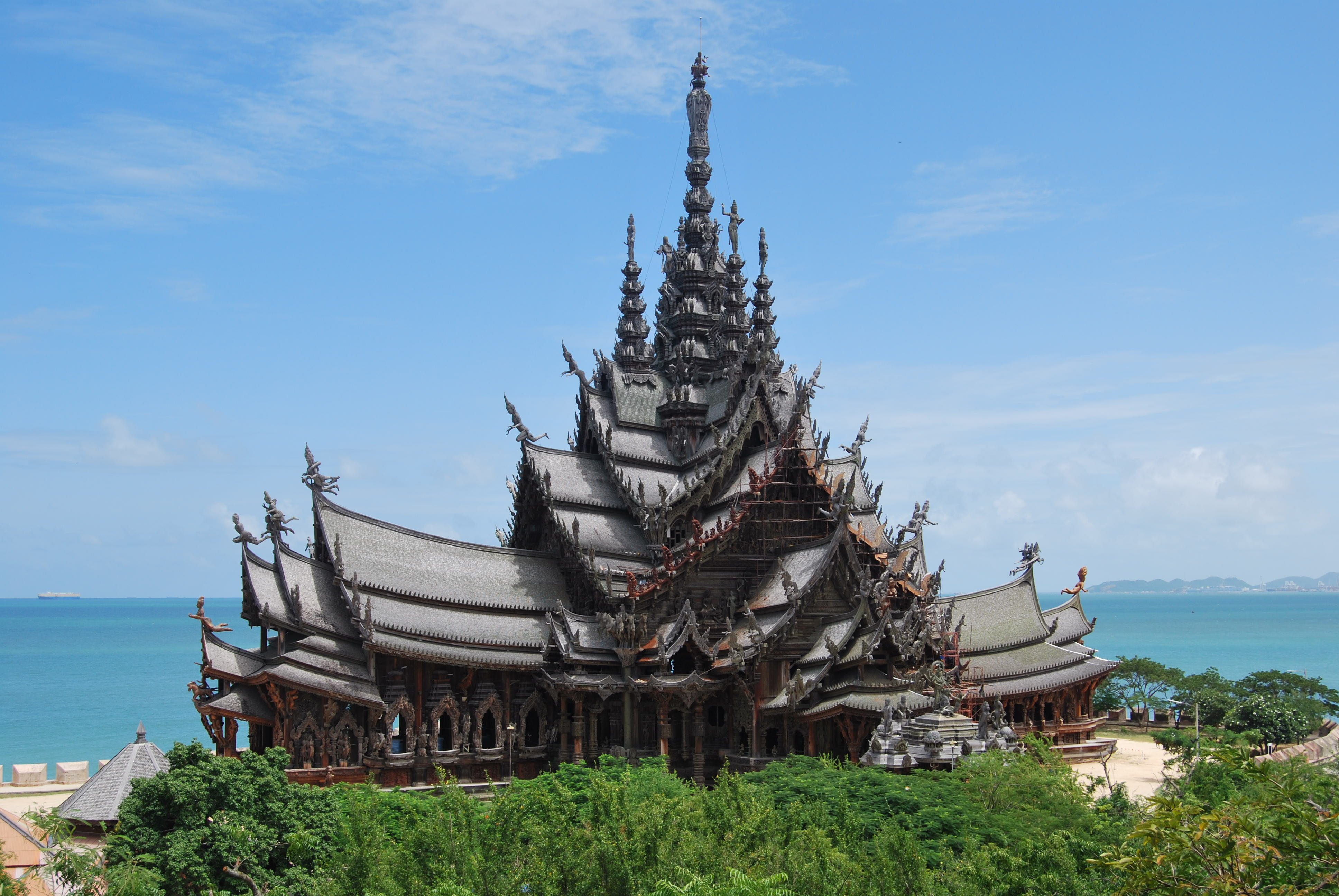
„The Sanctuary of Truth“ (2013)

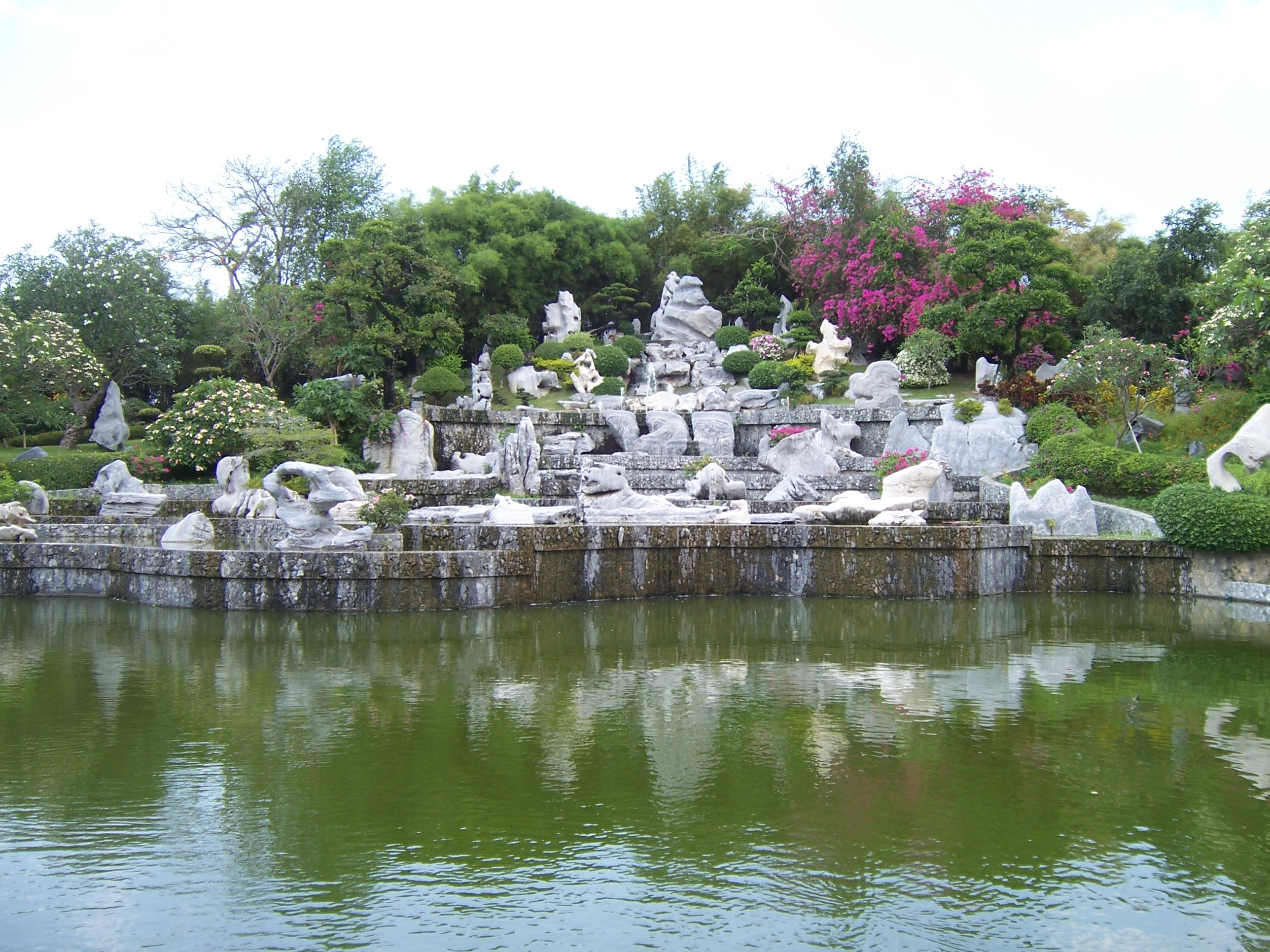
The Million Years Stone Park & Pattaya Crocodile Farm

Der Phra Tamnak-Berg, eine nahegelegene Anhöhe, bietet einen Blick über die Umgebung und die Bucht. Wat Yannasangwararam ist eine buddhistische Tempelanlage (Wat) und liegt 17 Kilometer außerhalb von Pattaya in Richtung Sattahip. Sie ist ein Meditationszentrum für Thailänder und Ausländer. Khao Chi Chan, ein großes Buddhabildnis im Fels, befindet sich etwa 25 Kilometer außerhalb von Pattaya.
Eine weitere Touristenattraktion ist „The Sanctuary Of Truth“ (Prasat Satchatham). Der in Bau befindliche hölzerne Gebäudekomplex (Baubeginn war 1981, die Fertigstellung ist für 2025 geplant) ist mit aufwändigen Schnitzereien verziert und zeigt mythologische Figuren der Thai-, Khmer-, laotischen und chinesischen Kultur.
Regelmäßige Veranstaltungen sind die Tiffany’s Show – Pattayas berühmteste Cabaret-Show und Alcazar – ebenfalls eine bekannte Cabaret-Show. „Ripley’s Believe it or not“ ist ein Ableger der Ripleys-Museen mit 3D-Kino. Das Thai House Restaurant bietet Folklore-Darbietungen und klassische thailändische Tanzaufführungen.
The Million Years Stone Park and Pattaya Crocodile Farm liegt neun Kilometer von Pattaya entfernt. Auf der 280.000 Quadratmeter großen Anlage befinden sich alt wirkende Steine und eine angeschlossene Krokodil-Farm mit über 1000 Krokodilen und anderen Tieren. In der Nähe findet sich der Pipo Pony Club mit Reitmöglichkeit. Die Wanasin Farm – Floating Market (Markt auf Booten auf dem Wasser) bietet Tänze und schmackhaftes Obst. Der kleine Vergnügungspark Alangkarn liegt etwas außerhalb im Süden der Stadt und zeigt zahlreiche Shows und Theateraufführungen.

### Handel

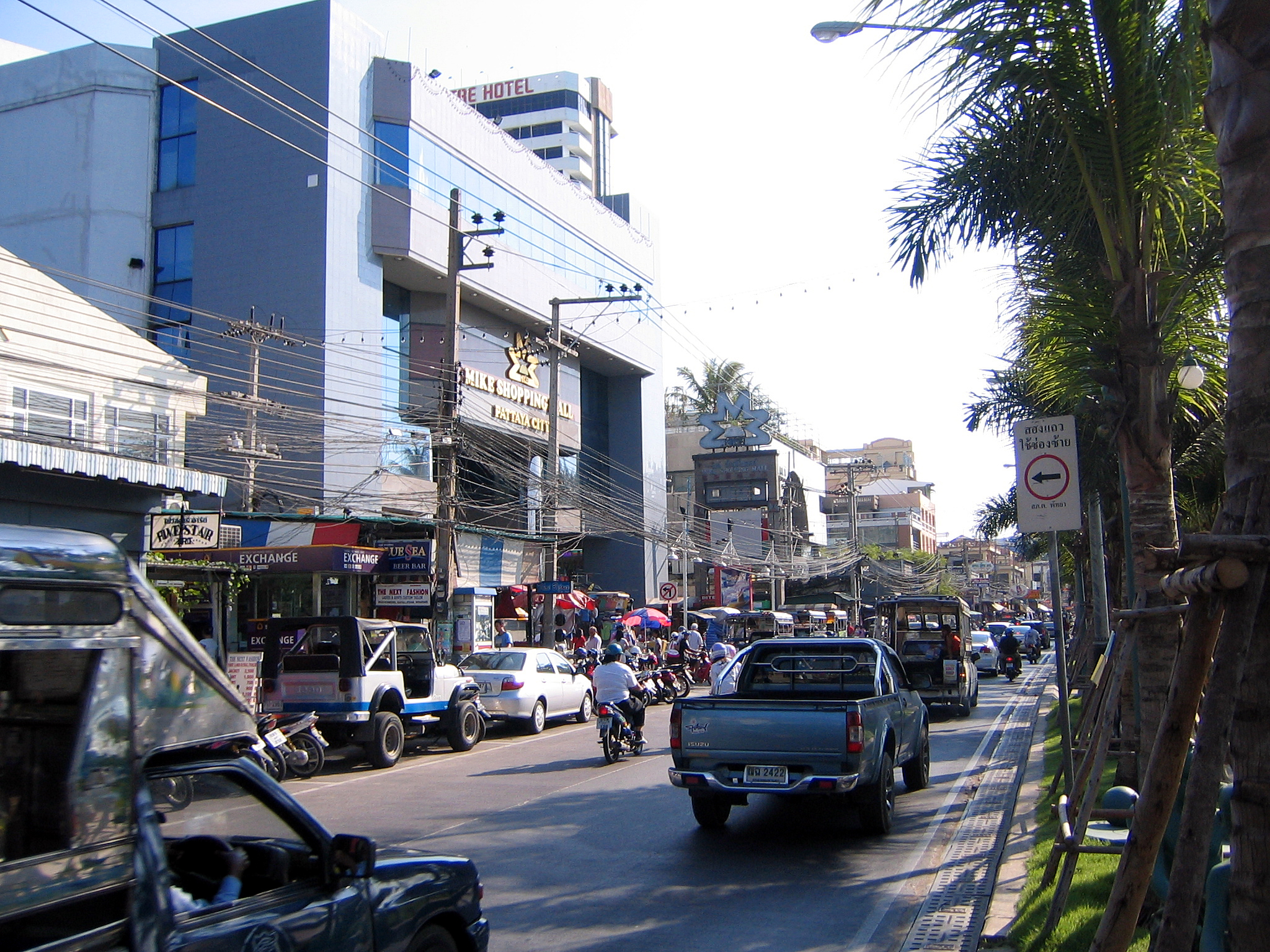
Mike Shopping Mall

Geschäfte sind sieben Tage die Woche bis spät abends geöffnet. Die Mehrheit der Geschäfte sind in Privatbesitz befindliche kleine Geschäfte oder Marktstände, welche aber seit einigen Jahren durch große Filialketten und Einkaufszentren Konkurrenz bekommen haben. In den letzten Jahren sind zahlreiche neue Einkaufszentren entstanden, ebenso Juwelierläden sowie Geschäfte für den Fabrikverkauf.
Typisch für große Einkaufszentren in Thailand ist deren Zusammensetzung: Supermarkt, Restaurants (meist internationale Fastfood- und Restaurantketten) und „Foodmarts“ („Food Center“ oder „Food-Courts“), welche bei Thailändern sehr beliebt sind, außerdem kleine Geschäfte, welche an Kleinbetreiber vermietet werden.
Die größten Einkaufszentren in Pattaya sind: Das Anfang 2009 eröffnete Central Festival Pattaya Beach, Beach Road; Central Center Pattaya (bis Anfang 2009 Central Festival), Pattaya Second Road – ein Einkaufszentrum mit einem BigC-Supermarkt im Zentrum mit SF-Cinema-City-Kinokomplex; BigC Extra Supermarkt, Pattaya Central Road; Mike Shopping Mall, Beach Road; Royal Garden Plaza, Beach Road – dreistöckiges Einkaufszentrum mit einem „Ripley’s Believe It or Not!“-Museum und einem SF-Multiplex-Kinozentrum; Tesco Lotus, Pattaya North Road und Thepprasit Road (Jomtien) sowie Big C, South Pattaya Road; sowie das 2018 eröffnete Terminal 21 nahe dem Naklua-Kreisel.

## Wirtschaft und Infrastruktur

### Wirtschaft

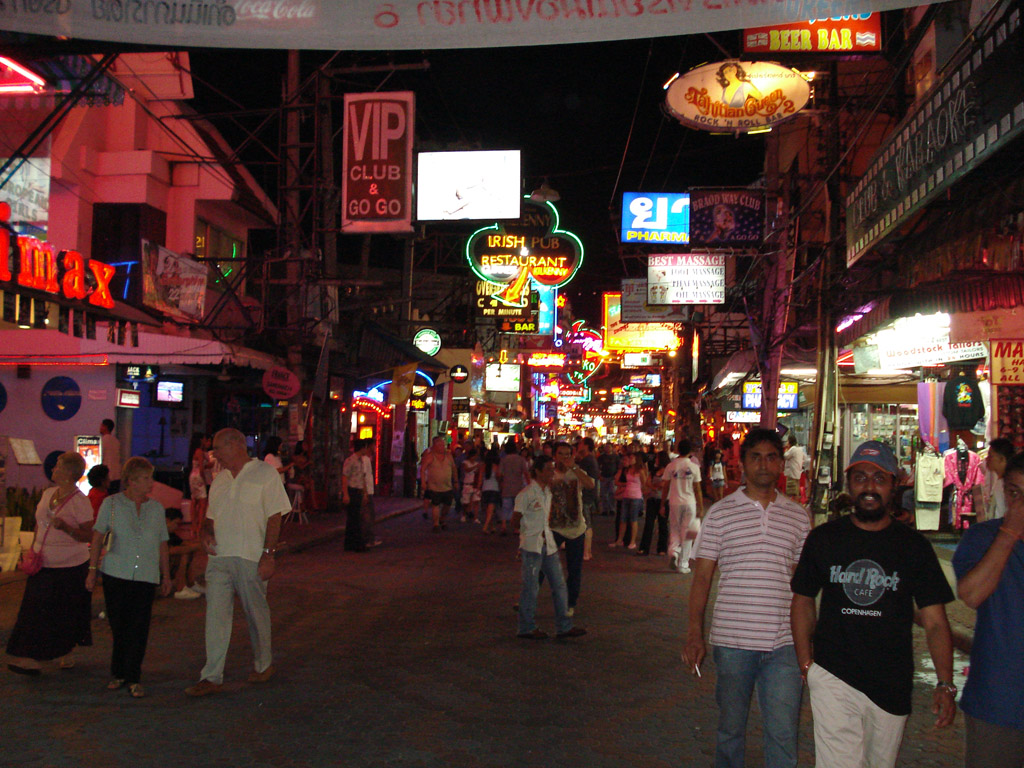
Walking Street 2008

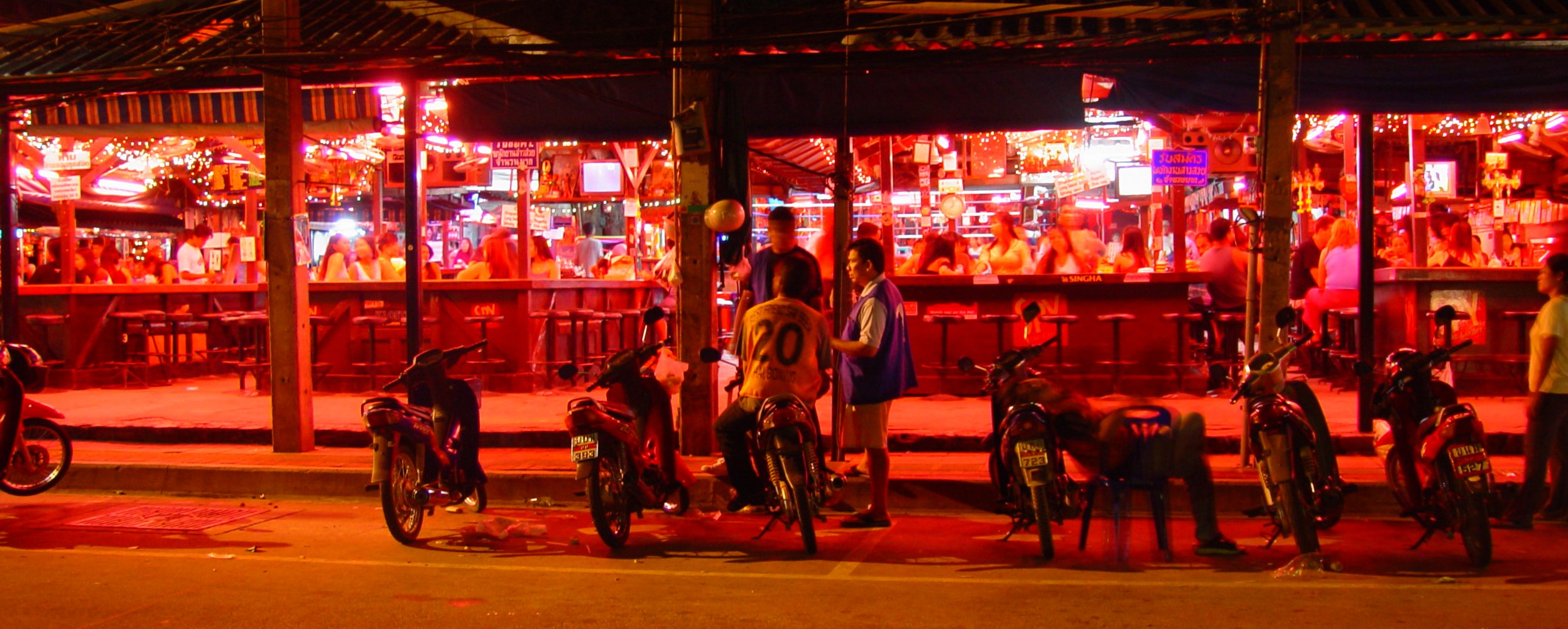
Eine von vielen Nachtbars in Pattaya

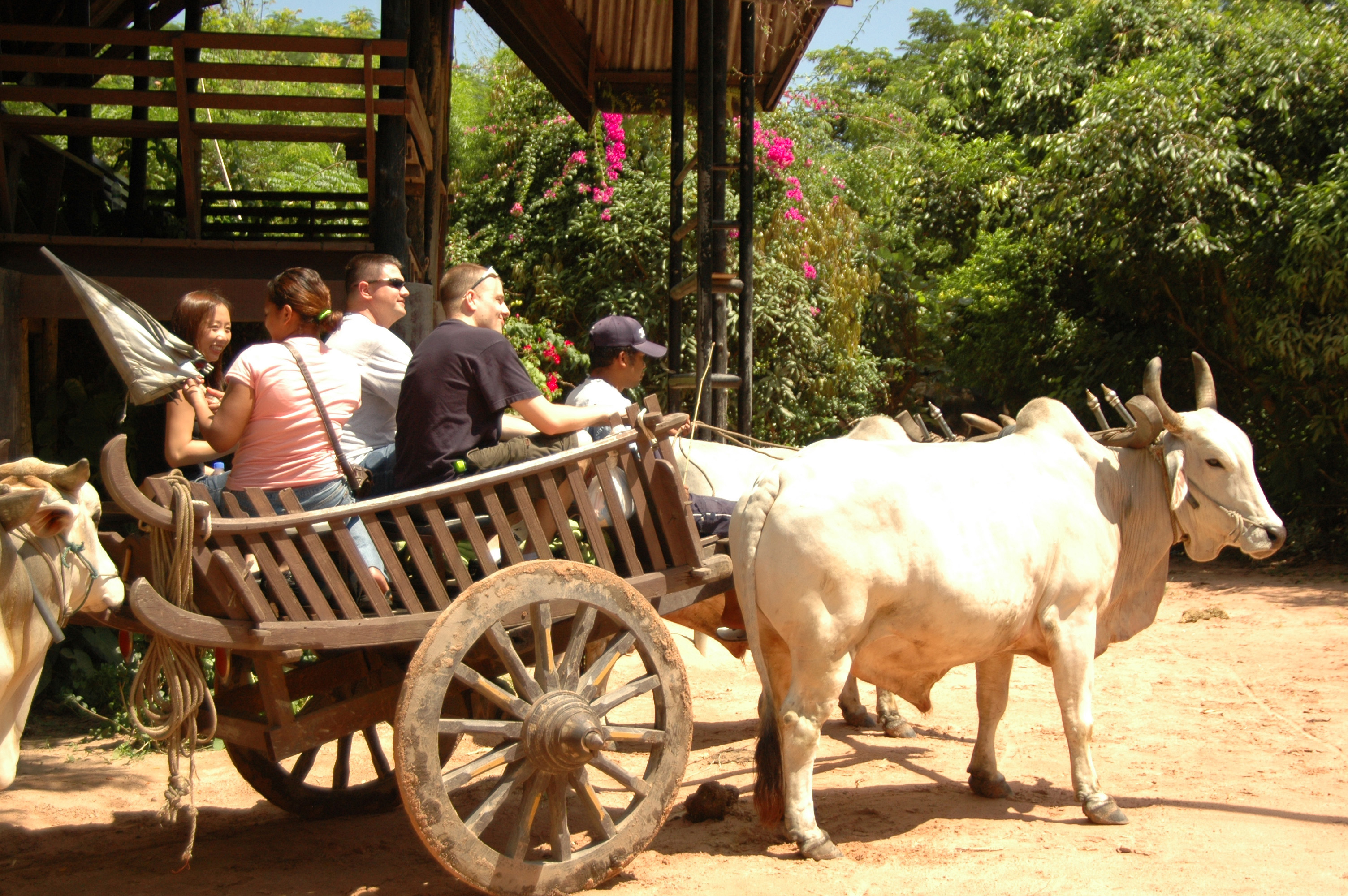
Touristen auf einem Ochsenkarren

Seit den 1980er Jahren fand in Pattaya eine fast ungehemmte Bautätigkeit statt, die zwischen 1986 und 2006 die Zahl der Hotelzimmer von 8.000 auf 38.000 anwachsen ließ. Die Tourismusindustrie verbuchte 2006 Einnahmen von 53,2 Milliarden Baht (2005: 48,5 Milliarden). Die Stadt zieht jedes Jahr zahlreiche Touristen aus dem europäischen, asiatischen und nordamerikanischen Ausland an. Hier gibt es Hotels, die auch gehobenen Standards genügen. Die Gegend ist ein wichtiges Zentrum für den Tauchsport, auch Golfspieler finden in der Umgebung immer neue Herausforderungen.
Pattaya gilt als ein Zentrum des Sextourismus. Der Schriftsteller Michel Houellebecq beschreibt Pattaya im Zusammenhang mit dem dort stattfindenden Sextourismus in seinem Roman Plattform. Die Stadtverwaltung präsentiert Pattaya als familienfreundliches Seebad. Allerdings wird von offizieller Seite kaum etwas unternommen, um illegale Aktivitäten einzuschränken, allen voran den berüchtigten Jet-Ski-Betrug (der Verleiher behauptet, das Jet-Ski sei bei der Benutzung vom Kunden beschädigt worden und verlangt Schadensersatz). Weiteres Konfliktpotential bietet die anhaltende Zwei-Preis-Politik an den Kassen von Sehenswürdigkeiten oder Freizeitvergnügen (z. B. im Botanischen Garten Nong Nooch, auf der Crocodile Farm, bei Underwater World, bei den Fahrgeschäften vor dem Schwimmbad Pattaya Park), die Ausländern höhere Eintrittspreise abverlangt als Einheimischen und das häufig durch Verwendung von Anschlagtafeln mit thailändischen Zahlen, die die meisten Touristen nicht lesen können, zu verschleiern sucht.
Nach Angaben der Staatlichen Tourismusbehörde (TAT) übernachteten 2006 in Pattaya 5,33 Millionen Touristen. Das war ein Anstieg von 17,26 % gegenüber 2005. Unter den Gästen waren 1,36 Millionen Thailänder (+17,48 %) und 3,97 Millionen Ausländer (+17,19 %). Thailand besuchten 2006 zum Vergleich 13,82 Millionen ausländische Gäste, ein Anstieg von 19,97 % gegenüber 2005. Die meisten ausländischen Touristen in Pattaya kamen aus folgenden Ländern: Russland (482.587), Volksrepublik China (421.887), Südkorea (346.371), Großbritannien (299.056), Indien (226.003), Deutschland (225.791), Hongkong (213.378), Taiwan (207.447), Vietnam (134.888) und USA (110.386). Die Jahresstatistik der TAT umfasst Personen, die in einem Hotel, Gäste- oder Apartmenthaus übernachteten und der Polizei gemeldet wurden. Im Jahr 2010 war die Zahl der Übernachtungsgäste auf insgesamt 4,007 Millionen zurückgegangen, darunter 1,013 Millionen Thailänder und 2,994 Millionen Ausländer. Die Herkunftsländer der meisten Gäste waren in jenem Jahr Russland (927.031), China (456.134), Deutschland (232.994), Taiwan (170.050), USA (163.200), Südkorea (109.599) und die Staaten des Mittleren Ostens (124.928).
Für die Sicherheit von Touristen steht außer der örtlichen Polizei die „Tourist Police“ zur Verfügung, die organisatorisch eigenständig ist und über gute Fremdsprachenkenntnisse (in erster Linie Englisch) verfügt.
Die Wasserversorgung ist durch einen Staudamm in der Nähe gesichert, allerdings kommt es aufgrund des hohen Verbrauchs und des anhaltenden Baubooms häufig zu Engpässen. Pattaya besaß 1985 zwei Kläranlagen, die pro Tag 13.000 Kubikmeter Abwasser reinigen konnten. 2002 wurde eine größere Kläranlage mit einer Kapazität für 65.000 Kubikmeter Abwasser fertiggestellt. Die Wasserqualität in der Bucht hat sich seitdem merklich verbessert.

## Verkehr

### Flugzeug
Der südlich von Pattaya gelegene Flughafen U-Tapao (UTP) war im Vietnamkrieg eine US Airbase. Heute bietet Bangkok Airways nationale Verbindungen zu den Flughäfen auf Ko Samui und Phuket. Sowie Solar Air nach Hua Hin. International ist er unter anderen von Korean Air an Seoul (Incheon International Airport) angebunden. Er ist etwa 40 km von Pattaya entfernt.
Bangkok International Airport (BKK) ist etwa 120 km von Pattaya entfernt. Annähernd 100 Fluggesellschaften bieten vom Flughafen Bangkok aus Flugreisemöglichkeiten an, wobei jede große internationale Fluggesellschaft vertreten ist. Außerdem nutzen die großen internationalen Frachtfluggesellschaften den Flughafen. Thai Airways International und Bangkok Airways unterhalten hier ihre Luftfahrt-Drehkreuze.

### Linienbusse
Pattaya besitzt drei Busbahnhöfe. Klimatisierte Busse in Richtung Bangkok und zum Bangkok International Airport fahren vom kleinen Terminal an der North Pattaya Road ab, während die nicht klimatisierten Busse nach Bangkok und weiteren Zielen entlang der Golfküste das South Pattaya Road Terminal benutzen. Busse nach Nordthailand und dem Isan fahren vom Terminal am Ende der Central Pattaya Road ab.

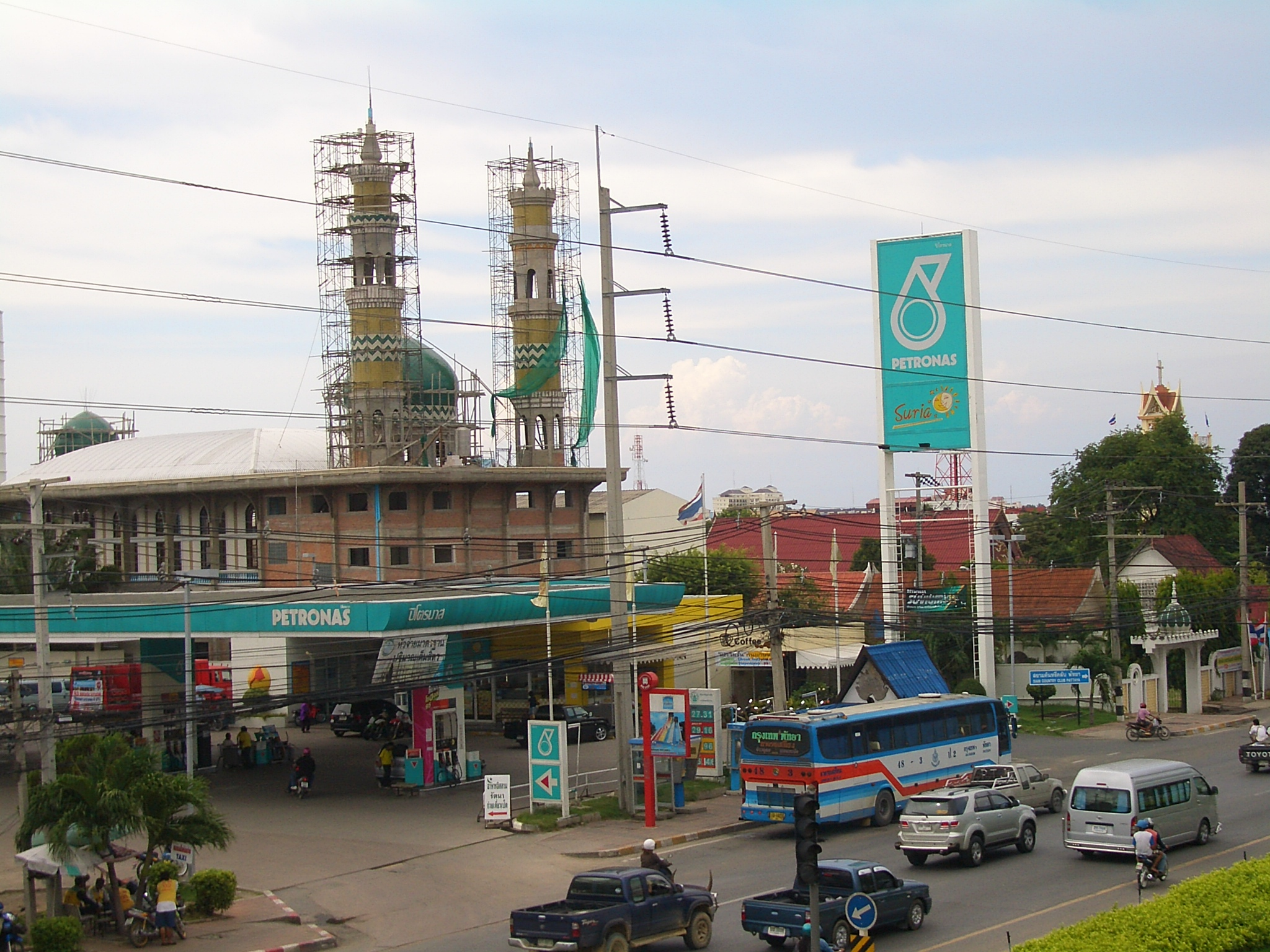
Moschee und Kirche an der Sukhumvit Road

### Auto
Mit dem Auto erreicht man Pattaya über die Thanon Sukhumvit Thai Highway 3, sowie die Autobahn 7 Bangkok-Chonburi Motorway und den Burapha Withi Expressway (Bang Na Expressway). Wie in ganz Thailand herrscht Linksverkehr.

### Eisenbahn
Pattaya besitzt einen kleinen Bahnhof, an der Bahnstrecke Chachoengsao Junction–Sattahip. Innerhalb der Woche ist die Bahn die preiswerteste Verbindung von und nach Bangkok. Allerdings fahren die Züge nur einmal am Tag. Die Pattaya Train Station liegt etwas östlich der Thanon Sukhumvit, in der Nähe der Kreuzung mit der Central Road am Ende der Soi Thepsurin.

## Medien
Seit dem 23. Juli 1993 erscheint wöchentlich die englischsprachige Zeitung Pattaya Mail, herausgegeben von der Pattaya Mail Publishing Co.Ltd., mit regionalen und überregionalen Informationen. Im Jahr 2002 entschlossen sich die Herausgeber auf Grund von großer Nachfrage, eine deutschsprachige Version dieser Zeitung (Pattaya Blatt) mit einer Auflage zwischen 4000 und 5000 Exemplaren auf den Markt zu bringen. Die Druckausgabe ist inzwischen eingestellt worden und es gibt nur noch eine Online-Seite. 
Die deutschsprachige Zeitschrift Der Farang wurde 1993 von dem Schweizer Stefan Matter in Pattaya gegründet. Im Jahr 2006 wurde es vom Schweizer Ehepaar Bussaba und Martin Rüegsegger übernommen. Martin Rüegsegger ist auch Gründer und Herausgeber der Webseite Thaipage, die seit 1999 zu den populärsten deutschsprachigen Thailand-Webseiten gehört. Heute ist die Zeitschrift wohl die bekannteste und auflagenstärkste deutschsprachige Zeitung in Thailand, welche alle 14 Tage herausgegeben wird. Das dazugehörige Newsportal informiert mit lokalen und internationalen Nachrichten und wird mehrmals täglich aktualisiert.
Außerdem gibt es noch einen lokalen Radiosender auf FM (UKW), der überwiegend in Thai aber auch in Englisch sendet.
Im lokalen Kabelfernsehen gibt es Lokalnachrichten und Sendungen in Thai, Englisch, Russisch sowie Deutsch.
In vielen Hotels können Sender in HD-Qualität empfangen werden, insbesondere auch internationale Fußballspiele. Es werden arabischsprachige, russische, französische, spanische (TVE), italienische (RAI), indische, koreanische, japanische (NHK), australische, chinesische, vietnamesische und deutsche Sender (Deutsche Welle) empfangen. Einige Kanäle strahlen Filme und Serien in der englischsprachigen Originalversion aus.